# Webby Awards

Logo der Webby Awards

Die Webby Awards sind eine seit 1996 jährlich von der International Academy of the Digital Arts and Sciences vergebene Auszeichnung. Sie galten bis in die 2010er Jahre hinein als wichtigste internationale Auszeichnungen der Internetbranche und werden in vier Haupt- und zahlreichen Unterkategorien vergeben – von interaktiver Werbung über Websites bis hin zu Online-Filmen und Videos.

## Geschichte

Älteres Webby-Awards-Logo, 2006

Die Webby Awards wurden 1996 ins Leben gerufen und waren ursprünglich ein Bestandteil von The Web, einem Magazin des IDG-Verlags (International Data Group). Anfänglich beschränkten sie sich auf 15 Kategorien. Die Gewinner wurden damals von den Internetexperten auserkoren, die später auch die International Academy of the Digital Arts and Sciences gründeten. 1998 stellte der IDG-Verlag zwar The Web ein, erlaubte aber dem Webby-Team, die Awards weiterhin auszurichten. Folgende Kategorien werden ausgezeichnet:
- Webseiten (seit 1996)
- Werbung, Media & PR (seit 2006)
- Mobile Content (auch Apps, seit 2006)
- Online-Film & -Video (seit 2006)
- Social (seit 2013)
- Podcasts & Digital Audio (seit 2017)
- Spiele (seit 2018)

2006 wurden bei der zehnten Verleihung der „Oscars des Internet“ nach etwa 5.500 Einsendungen aus vierzig Ländern knapp siebzig Webby Awards verliehen. 2018 wurden die Webby Awards zum 22. Mal vergeben und erhielten fast 13.000 Einreichungen aus über 70 Ländern, es gab 464 Auszeichnungen.
Die für den 11. Mai 2020 in New York angesetzte Verleihungsshow wurde wegen der COVID-19-Pandemie in den Vereinigten Staaten abgesagt und durch eine Online-Zeremonie ersetzt. Bei den Nominierungen 2020 für die am 19. Mai stattfindende Verleihung der „Webbys from Home“ wurden zusätzlich Institutionen berücksichtigt, die die Herausforderungen durch die COVID-19-Pandemie mit den Mitteln des Internets aufnahmen. 2021 fanden die Webby Awards wieder statt.

## Details

### Kategorien
Mittlerweile gibt es bei den Webby Awards – neben den Auszeichnungen für herausragende Leistungen (Special Achievement) – sieben Kategorien mit insgesamt mehreren Hundert Unterkategorien. Websites können in mehreren Unterkategorien gleichzeitig eingereicht werden – und auch in mehreren Kategorien gewinnen. In jeder Unterkategorie werden zwei Awards verliehen: der von einer renommierten Jury vergebene Webby Award und der People’s Voice Award, dessen Gewinner von den Besuchern der Webby-Awards-Webseite ausgewählt wird.

### Dankesreden
Die Webby Awards sind dafür bekannt, die Rede der Gewinner auf lediglich fünf Wörter zu beschränken, was häufig zu lustigen Aussagen führt: David Bowie bemerkte zum Beispiel 2007 bei seiner Rede: 

„I only get five words? Shit, that was five. Four more there. That's three. Two.“

(Ich habe nur fünf Worte? Scheiße, das waren fünf. Hier noch vier. Da drei. Zwei.)

### Lovie awards
Die Lovie Awards sind ein Publikumspreis und Ableger der Webby Awards.

## Kritik
Die Webbys wurden wegen ihrer „Pay-to-entend“- und „Pay-to-attend“-Politik kritisiert (Gewinner und Nominierte müssen auch für die Teilnahme an der Preisverleihung bezahlen) und dafür, dass sie die meisten Websites bei der Vergabe ihrer Auszeichnungen nicht berücksichtigten. Gawker, seine Valleywag-Kolumne und andere haben die Auszeichnungen als Betrug bezeichnet, wobei Valleywag sagte: „...irgendwann haben die Organisatoren herausgefunden, dass diese alberne Scharade aus Profitgründen ausgenutzt werden könnte.“
Als Reaktion darauf sagte David-Michel Davies, Geschäftsführer der Webby Awards, gegenüber dem Wall Street Journal, dass die Teilnahmegebühren „das beste und nachhaltigste Modell darstellen, um sicherzustellen, dass unser Bewertungsprozess konsistent und streng bleibt und nicht von Dingen wie Sponsoring abhängig ist, die von Jahr zu Jahr schwanken können.“